# Jennifer Stoute
Jennifer Stoute (née le 16 avril 1965 à Bradford) est une athlète britannique spécialiste du 200 mètres et des relais. À la suite de sa carrière sportive, elle fit quelques apparitions dans la série britannique Gladiators. Elle est mariée à John Regis et a deux filles.

## Carrière

### Palmarès
| Date | Compétition           | Lieu      | Résultat | Épreuve   | Performance   |
| ---- | --------------------- | --------- | -------- | --------- | ------------- |
| 1990 | Jeux du Commonwealth  | Auckland  | 2e       | 4 × 100 m | 44 s 15       |
| 1990 | Jeux du Commonwealth  | Auckland  | 1re      | 4 × 400 m | 3 min 28 s 08 |
| 1990 | Championnats d'Europe | Split     | 3e       | 4 × 400 m | 3 min 24 s 78 |
| 1992 | Jeux olympiques d'été | Barcelone | 3e       | 4 × 400 m | 3 min 24 s 23 |

### Records
| Épreuve    | Performance | Lieu  | Date         |
| ---------- | ----------- | ----- | ------------ |
| 200 mètres | 23 s 18     | Tokyo | 29 août 1991 |